# Zolder (plaats)
Zolder is een plaats in de Belgische provincie Limburg en een deelgemeente van Heusden-Zolder, het was een zelfstandige gemeente tot aan de gemeentelijke herindeling van 1977. Zolder is vooral bekend omwille van het Circuit Zolder en de vroegere steenkoolmijn.

## Ligging
Zolder ligt in de Kempen op 10 kilometer ten noordwesten van Hasselt. De N72, de weg van Hasselt naar Beringen passeert ten westen van het centrum. De autosnelweg E314/A2 doorkruist Zolder van west naar oost. Ten noordoosten van het centrum passeert de spoorlijn van Hasselt naar Mol en is er een station. In het westen van de deelgemeente ligt het Albertkanaal. De Mangelbeek, die in de Demer uitmondt, passeert ten noorden van de dorpskern en vormt gedeeltelijk de grens met Heusden.
Naast het centrum heeft Zolder verscheidene dorpen die uitgegroeid zijn tot parochies. Viversel is de oudste parochie en ligt in het uiterste westen waar het aan Lummen grenst. Bolderberg ligt in het zuidwesten en grenst aan Stokrooie en Zonhoven. Het dorp Boekt ligt onmiddellijk ten westen van de N72 en ten noorden van de E314. Door de steenkoolontginning ontstond de wijk Lindeman, gelegen ten noorden van de steenkoolmijn, die de jongste parochie van Zolder is. Ook het dorp Voort zelf waar de steenkoolmijn gelegen is, ontwikkelde zich hierdoor langs de weg van Heusden naar Houthalen maar het bleef kerkelijk afhangen van de Heusdense parochie Berkenbos waarmee het vergroeid is.

## Geschiedenis
Zolder werd voor het eerste vermeld in 1154 als Surle, wat zuur bos betekent. Het dorp behoorde samen met Zonhoven, Houthalen en het gebied Houweiken in het zuiden van de huidige deelgemeente Heusden tot het Land van Vogelsanck dat bestuurd werd vanuit het kasteel Vogelsanck dat in Zolder gelegen is. Het dorp had zijn eigen schepenbank en bleef tot aan de Franse Revolutie een deel van het Land van Vogelsanck dat sinds 1741 in handen was van de familie de Villenfagne de Vogelsanck.
Bij het ontstaan van de gemeenten werd Zolder een zelfstandige gemeente. Aanvankelijk bleef het een landbouwdorp dat stilaan groeide. Nadat Viversel, dat vroeger kerkelijk afhankelijk was van Lummen in 1637 reeds een parochie werd, ontstond in 1840 een nieuwe parochie te Bolderberg. Het dorp Stokrooie werd in 1846 een zelfstandige gemeente.
De vondst van steenkool in Limburg zou het uitzicht van Zolder grondig veranderen. Op het dorp Voort kwam de zetel van de steenkoolmijn van Zolder. De eerste tuinwijken werden na 1920 vooral te Heusden gebouwd maar ook Zolder ontwikkelde zich op minder dan 50 jaar tijd van een landbouwdorp tot een woongemeente. Ten noorden van de mijn ontstond vanaf 1935 de tuinwijk Lindeman. Het aantal inwoners van Zolder verviervoudigde tijdens die periode. De steenkoolontginning zou tot in 1992 blijven duren. Op dat ogenblik werd Zolder als laatste Belgische steenkoolmijn gesloten.
In 1977 werd de gemeente Zolder opgeheven en werd het samengevoegd met Heusden tot de nieuwe fusiegemeente Heusden-Zolder. Het gemeentehuis van Zolder werd het nieuwe gemeentehuis van de fusiegemeente.
Zolder kent de volgende gehuchten: Zolder Centrum, Boekt, Viversel, Eversel, Bolderberg, Voort en Lindeman.

## Demografische ontwikkeling
- Bronnen:NIS, Opm:1831 tot en met 1970=volkstellingen; 1976 = inwoneraantal op 31 december

## Bezienswaardigheden

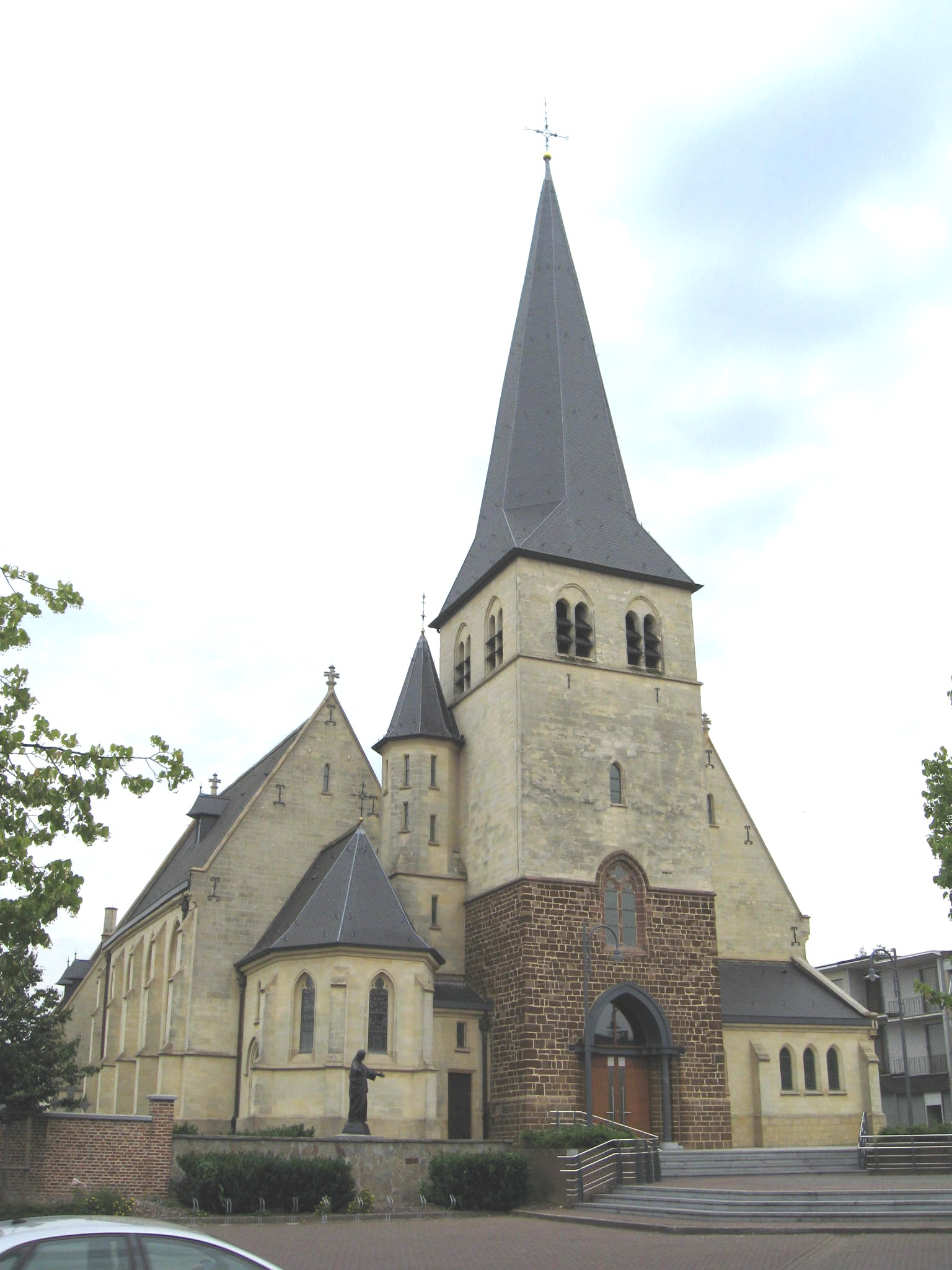
De Sint-Hubertus- en Vincentiuskerk

- de Sint-Hubertus en Vincentiuskerk die in verschillende fasen tot stand kwam: de onderbouw van de toren stamt uit de 14e eeuw, de gotische middenbeuk en het koor uit de 15e eeuw, de toren zelf is uit de 16e eeuw terwijl de neogotische zijbeuken dateren uit 1892 naar een ontwerp van Joris Helleputte. De kerk is sinds 1994 beschermd. In 1981 werd de kerk gesloten wegens instortingsgevaar door de steenkoolontginning. Het duurde tot in 2004 vooraleer de sporen van de verzakkingen weggewerkt waren en de kerk voldoende ondersteund was om er terug misvieringen in te organiseren.
- het Kasteel Vogelsanck, een waterkasteel dat de hoofdzetel was van het Land van Vogelsanck en waarvan de geschiedenis teruggaat tot 1187.
- het Kasteel Meylandt, reeds vermeld in 1385 en sinds 1959 eigendom van de gemeente. Er is een kunstacademie gevestigd.
- het Domherenhuis uit 1795 dat in een park met zeer oude bomen gelegen is. Het park is gemeentelijk bezit en is vrij toegankelijk.
- het Woutershof, dat een heemkundig museum bevat

Het dorp Bolderberg is het meest toeristisch uitgebouwd met:
- de Kluis van Bolderberg
- het domein Bovy

Het dorp Viversel:
- het Kasteel Terlaemen
- het Circuit Zolder en de aangrenzende wielerbaan en sportcomplex Velodroom Limburg

Zie ook: De wijk Lindeman

## Sport
Zolder is vooral bekend van het Circuit Zolder. Van 1973 t/m 1984 werd er vrijwel jaarlijks een race voor de Formule 1 georganiseerd. Tegenwoordig is de 24 uur van Zolder een belangrijke wedstrijd in de autosport. Op en rond het circuit werden ook een aantal keren wielerwedstrijden georganiseerd. In 1969 en 2002 het WK op de weg, respectievelijk gewonnen door Harm Ottenbros en Mario Cipollini. In 1970, 2002 en 2016 werd het WK veldrijden in Zolder georganiseerd. Verder was Zolder één keer etappeplaats in de Ronde van Frankrijk. In 1981 won de Belg Eddy Planckaert er de rit.

## Verenigingen
Een greep uit de verschillende verenigingen binnen Zolder.

### Jeugdbewegingen
- Chiro Boekt
- Chiro Zolder
- Scouts Trappers Bolderberg
- SPW Boekties
- Jeugdhuis De Patron
- JNM afdeling Lage Kempen

### Cultuurverenigingen
- K. Harmonie Eigen Volk Viversel
- Klein teater Bolderberg
- Kreabo
- Koninklijke Harmonie "De Ware Vrienden"
- Zangkoor Cantate Viversel
- OKRA Zolder
- Cultuurcentrum Heusden-Zolder

### Sportverenigingen
- Meylandt Atletiekclub
- Recreatie Badminton Zolder
- BBC Zolder Dames
- KBBC Zolder
- Fit & Jong Zolder
- Judoclub Zolder
- K. Bolderberg FC
- Rugbyclub 9

### Seniorenverenigingen
- Neos Heusden-Zolder
- OKRA Zolder
- Socialistische gepensioneerden Zolder - S-PLUS

## Natuur en landschap
Zolder kent, met Viversel en Bolderberg, een aantal belangrijke domeinbossen en natuurgebieden. De plaats ligt ingesloten tussen de Mangelbeekvallei en de Laambeek, die naar het zuiden toe weer begrensd wordt door een aantal tot 60 meter hoge getuigenheuvels: Sacramentsberg, Bolderberg en Galgenberg. Deze heuvels en de omgeving ervan bevatten ijzerzandsteen. Deze werd gewonnen als bouwmateriaal, en de restanten werden als ijzererts benut. De kastelen Kasteel Terlaemen en Kasteel Vogelsanck zijn omringd door uitgestrekte domeinen, die deels niet toegankelijk zijn. De domeinen bestaan uit parkgebied, bos en vijvers. Wél toegankelijk zijn de domeinen van Domherenhuis, Domein Bovy en Kasteel Meylandt, met het natuurreservaat Meylandt-Obbeek. De Mangelbeekvallei en de vallei van de Laambeek, met de natuurreservaten Berkenbosbeek, Schansbeemden en Laambroeken, vormen eveneens een aaneenschakeling van natuurgebieden. Een aantal wandelingen voeren hierdoorheen.

## Politiek
- Lijst van burgemeesters van Zolder

## Geboren in Zolder
- Jef Ulburghs (1922-2010), priester en politicus

Deelgemeenten: Heusden · Zolder

Overige kernen: Berkenbos · Boekt · Bolderberg · Eversel · Lindeman · Viversel · Voort

Belgische gemeenten · Arrondissement Hasselt · Limburg · Vlaanderen